# Nationalsång
Nationalsång, förr även folksång, är en högtidlig sång och en typ av patriotisk musik vars uppkomst och blomstring hänger samman med nationalstatens och den romantiska nationalismens födelse. På 1800-talet skapades många nationalsånger, men de blev ännu fler på 1900-talet, när antalet nya stater ökade starkt.
En nationalsång kan ses som en nationalsymbol. En nationalsång är en enande symbol och ofta en hyllning till det egna landet. Inlärning av sången var förr ofta obligatorisk i skolan, och den framförs ofta vid tillfällen som studentexamen, nationaldagen, och internationella sportevenemang. Ibland, om sången är lång, sjungs bara några av verserna. Så är fallet med Finlands nationalsång.
Många stater har egna nationalsånger på mer än ett officiellt språk, bland annat Belgien, Finland, Irland, Kanada, Schweiz och Sydafrika. 
Många nationalsånger tillkom under 1800- och 1900-talen, dels som en följd av nationalromantiska strömningar och dels som en följd av tillkomsten av nya stater. Ett exempel är Ryssland, som efter Sovjets fall 1991 hade ersatt Hymn till Sovjetunionen med en ny nationalsång utan text. År 1999 tog presidenten och duman tillbaka melodin från Hymn till Sovjetunionen. Namnet blev nu Ryska federationens hymn och texten skrevs av den då 87-årige Sergej Michalkov, som 57 år tidigare diktat den sovjetiska texten. Nu skulle den handla om Ryssland, istället för Sovjet, och om Gud istället för Vladimir Lenin. På nyårsafton 2000 framfördes den nya versionen för allmänheten, och den blev en stor succé.